# Daniel Santiago
Daniel Gregg Santiago Lynn (Lubbock, Teksas, 24. lipnja 1976.) portorikanski je profesionalni košarkaš, porijeklom iz SAD-a. Igra na poziciji centra, a trenutačno je član turskog košarkaškog kluba Efes Pilsen.

## Karijera
Profesionalnu karijeru započeo je 1996. u portorikanskom Vaqueros de Bayamónu. Odlazi u Italiju i potpisuje za Pallacanestro Varese, u kojem je proveo dvije sezone.
Od 2000. do 2002. godine nosio je dres Phoenix Sunsa, a od 2003. do 2005. Milwaukee Bucksa. U te četiri sezone odigrao je 122 utakmice, a ostvarivao je učinak od 3.2 koša i 1.2 skoka. Kratko vrijeme bio je član Lottomatice Rim. Najbolje sezone odigrao je u Španjolskoj, kada je bio važan igrač Unicaje Málage. Sezonu 2008./09. proveo je kao član španjolske Regal FC Barcelone. Danas je član turskog košarkaškog kluba Efes Pilsen.

## Vanjske poveznice
- Profil na NBA.com
- Profil na Basketball-Reference.com
- Profil  Arhivirana inačica izvorne stranice od 13. siječnja 2006. (Wayback Machine) na ACB.com
- Profil na Euroleague.ne